# Kamarádi (časopis)
Kamarádi je časopis pro vícejazyčné děti a multikulturní výchovu. Je zaměřen na děti, které pocházejí z jazykově smíšených rodin, národnostních menšin, mající zahraniční kořeny nebo učící se a komunikující vedle češtiny také v dalším jazyce. Dále je určen těm, které zajímá jak funguje naše společnost, která je promíchaná z různých kultur a jazyků. Časopis je určen dětem na 1. stupni základní školy. Je psán tak, že se očekává spolupráce s jejich rodiči a pedagogy.
Časopis vychází od roku 2012 v rámci stejnojmenného projektu Spolku Zaedno. Je zdarma na objednání distribuován do základních škol, knihoven a organizací pracujících s dětmi z cílové skupiny. V roce 2014 byla časopisu a projektu Kamarádi udělena Evropská jazyková cena Label. Tato cena je udělována ve třiceti evropských zemích inovativním projektům na podporu jazykové rozmanitosti Evropské unie. Časopis je partnerem kampaně na podporu četby knih Rosteme s knihou.

## Forma časopisu
Časopis je psán jazyky všech oficiálních národnostních menšin na území České republiky, nicméně komunikačním jazykem je čeština – jazyk, který všechny děti ovládají. Veškeré cizojazyčné texty jsou opatřeny překladem do češtiny případně alespoň anotací a tím je i pomůckou pro výuku jazyků. Texty jsou doplněny úkoly, otázkami, kvízy a často také originální tematickou vyjímatelnou hrou.

## Elektronická verze časopisu
Je dostupná na webových stránkách časopisu a je publikována na portálu Publero.com v sekci dětských časopisů (zdarma). Tato verze je doplněna multimédii k daným tématům. Vybrané články v cizích jazycích jsou čtené rodilými mluvčími. Na webových stránkách jsou navíc umístěné kvízy a hry pro děti.

## Financování
Projekt a časopis je podporován Ministerstvem školství, mládeže a tělovýchovy, Úřadem vlády České republiky, Ministerstvem kultury a Magistrátem hlavního města Prahy.